# Erateina sinuata
Erateina sinuata là một loài bướm đêm trong họ Geometridae.